# Pendências (kommun)
Pendências är en kommun i Brasilien.   Den ligger i delstaten Rio Grande do Norte, i den östra delen av landet, 1 700 km nordost om huvudstaden Brasília. Antalet invånare är 13 436. Pendências ligger vid sjön Lagoa do Queimado.
Följande samhällen finns i Pendências:
- Pendências

Omgivningarna runt Pendências är huvudsakligen savann. Runt Pendências är det ganska glesbefolkat, med 27 invånare per kvadratkilometer.